# Luizão (calciatore 2002)
Luiz Gustavo Oliveira da Silva, meglio noto come Luizão (San Paolo, 8 marzo 2002), è un calciatore brasiliano, difensore svincolato.

## Carriera
Cresciuto nel settore giovanile del San Paolo, ha esordito in prima squadra il 5 maggio 2022, disputando l'incontro di Coppa Sudamericana pareggiato 0-0 contro l'Everton de Viña del Mar.
Il 18 dicembre 2022 è stato acquistato dal West Ham United, con cui ha firmato un contratto triennale, valido a partire dal 1º gennaio 2023.
Il 21 febbraio 2025 passa in prestito al Pogon Stettino.
Ritornato agli Hammers, non rinnova il contratto, rimanendo svincolato.

## Statistiche

### Presenze e reti nei club
Statistiche aggiornate al 9 novembre 2022.
| Stagione        | Squadra         | Campionato      | Campionato | Campionato | Coppe nazionali | Coppe nazionali | Coppe nazionali | Coppe continentali | Coppe continentali | Coppe continentali | Altre coppe | Altre coppe | Altre coppe | Totale | Totale |
| Stagione        | Squadra         | Comp            | Pres       | Reti       | Comp            | Pres            | Reti            | Comp               | Pres               | Reti               | Comp        | Pres        | Reti        | Pres   | Reti   |
| --------------- | --------------- | --------------- | ---------- | ---------- | --------------- | --------------- | --------------- | ------------------ | ------------------ | ------------------ | ----------- | ----------- | ----------- | ------ | ------ |
| 2022            | San Paolo       | A1/SP+A         | 0+14       | 0+1        | CB              | 1               | 0               | CS                 | 5                  | 0                  |             | -           | -           | 20     | 1      |
| Totale carriera | Totale carriera | Totale carriera | 14         | 1          |                 | 1               | 0               |                    | 5                  | 0                  |             | -           | -           | 20     | 1      |